# Лайко Василь Іванович
Василь Іванович Лайко (1 вересня 1916, село Гнатівка, тепер Гайсинського району Вінницької області — ?) — український радянський діяч, начальник Могилів-Подільського виробничого колгоспно-радгоспного управління Вінницької області. Депутат Верховної Ради УРСР 6-го скликання.

## Біографія
Народився в селянській родині.
Член ВКП(б). Перебував на відповідальній радянській та партійній роботі.
У 1962—1965 роках — начальник Могилів-Подільського виробничого колгоспно-радгоспного управління Вінницької області.
Потім — на пенсії у місті Могилів-Подільський Вінницької області.

## Нагороди
- ордени
- медалі